# Sansibarische Fußballnationalmannschaft der Frauen
Die sansibarische Frauenfußballnationalmannschaft ist eine Auswahlmannschaft der Zanzibar Football Federation, die das teilautonome Gebiet Sansibar auf internationaler Ebene bei Frauen-Länderspielen vertritt. Die Mannschaft nahm bislang nur an der Ostafrikameisterschaft teil. Eine Teilnahme am Afrika-Cup ist nicht möglich, da der Verband nur assoziiertes Mitglied der CAF ist, ebenso ist aufgrund der fehlenden FIFA-Mitgliedschaft keine Teilnahme an Weltmeisterschaften möglich.

## Geschichte
Ihr erstes Spiel absolvierte die Mannschaft im Rahmen der Ostafrikameisterschaft 2016. Das Spiel gegen Burundi wurde mit 1:10 verloren. Auch die Spiele gegen Uganda und Kenia wurden verloren. Bei der Ostafrikameisterschaft 2019 wurden ebenfalls alle Gruppenspiele gegen Burundi, Südsudan und Tansania verloren. Im Jahr 2021 wollte die Mannschaft erneut an dem Turnier teilnehmen, dieses wurde jedoch aufgrund von Renovierungsarbeiten am Stadion abgesagt. Bei der Ostafrikameisterschaft 2022 wurden die Gruppenspiele gegen Äthiopien, Südsudan und Tansania verloren.

## Turniere

### Weltmeisterschaft
- 1991 bis 2023 – nicht teilgenommen

### Afrika-Cup
- 1991 bis 2025 – nicht teilgenommen

### Ostafrikameisterschaft
- 2016 – Gruppenphase
- 2018 – nicht teilgenommen
- 2019 – Gruppenphase
- 2021 – Turnier abgesagt
- 2022 – Gruppenphase